# Кристоф II (Фюрстенберг)
Кристоф II фон Фюрстенберг (на немски: Christoph II von Fürstenberg; * 16 ноември 1580, Блумберг; † 5 януари 1614) е граф на Фюрстенберг.

## Произход и смърт
Той е син на граф Албрехт I фон Фюрстенберг (1557 – 1599) и Елизабет фон Пернщайн (1557 – 1610).
Кристоф II е убит на 5 януари 1614 г. на 33 години при конфликт с братовчед му граф Вилхелм фон Фюрстенберг-Хайлигенберг.

## Деца
Кристоф II се жени през 1600/1601 г. за Доротея фрайин фон Щернберг (* 1570; † 12 юни 1633), дъщеря на граф Отокар фон Щернберг († 1589). Те имат децата:
- Вратислаус II (1600 – 1642), женен

1. 1622 графиня Йохана Елеонора фон Хелфенщайн-Гунделфинген († 1629)
2. графиня 1636 Франциска Каролина фон Хелфенщайн-Визенщайг († 1641)

- Фридрих Рудолф (1602 – 1655), от 1639 ландграф на Щюлинген, от 1642 г. граф, женен

1. 27 февруари 1631 Мария Максимилиана фон Папенхайм († 1635)
2. 8 април 1636 графиня Анна Магдалена фон Ханау (1600 – 1673)

- Отокар Петер († 1633)
- Анна Албертина († 1673), омъжена

1. Кристиан фрайхер фон Илов († 1634)
2. Йохан Паул фон Бриоаумонт († 1646)
3. Себастиан фрейхер Рзицзански фон Рзицзан

- Елизабет Евсебия фон Фюрстенберг († 8 юни 1676), омъжена 20 май 1650 г. маркграф Фридрих V фон Баден-Дурлах (1594 – 1659)
- дъщеря (1608)